# Big Shot : Confession d'un bookmaker
Cet article possède un paronyme, voir Big Shot (homonymie).
Pour plus de détails, voir Fiche technique et Distribution.
Big Shot : Confession d'un bookmaker (titre original : Big Shot: Confessions of a Campus Bookie) est un téléfilm américain d'Ernest R. Dickerson, diffusé en 2002 sur 20th Century Fox Home Entertainment.

## Fiche technique
- Titre original : Big Shot: Confessions of a Campus Bookie
- Titre français : Big Shot : Confession d'un bookmaker
- Réalisation : Ernest R. Dickerson
- Scénario : Jason Keller (teleplay), Michael Ritchie (story)
- Décors : Christiaan Wagener
- Costumes : Donna Berwick
- Photographie : Steven Bernstein
- Montage : Stephen Lovejoy
- Musique : Reinhold Heil, Johnny Klimek
- Production : Steven R. McGlothen
  - Production déléguée : Kevin J. Messick
  - Coproduction : Michael Lindenbaum
- Société(s) de production : 20th Century Fox Television, Messick Films
- Société(s) de distribution : 20th Century Fox Home Entertainment
- Pays d'origine :  États-Unis
- Langue originale : anglais
- Format : couleur
- Genre : drame
- Durée : 88 minutes
- Dates de sortie : 
  -  États-Unis : 31 mars 2002
  -  Belgique : 12 juillet 2008

## Distribution
- David Krumholtz : Benny Silman
- Tory Kittles : Stevin 'Hedake' Smith
- Carmine Giovinazzo : T-Bone
- Jennifer Morrison : Callie
- Nicholas Turturro[1] : Joe Jr.
- Frank John Hughes : Brady
- Zachary Levi : Adam
- James LeGros[2] : Troy
- Theo Rossi : The Mook
- deMann : Larry
- Alex Rocco : Dominic
- Keith Loneker : Big Red
- Jeremy Luke[3] : Nick
- Andy Buckley : FBI Agent Simms
- Colin Patrick Lynch : Agent Vasquez